# Casanova (opera)
Casanova är en komisk opera i tre akter med musik och libretto av Albert Lortzing. Den litterära förlagan var den franska Vaudevillen "Casanova au Fort St.André" av Charles Voirin, Étienne Arago och Armand Chapeau med musik av Alexandre Pierre Joseph Doche.

## Premiären
Operan hade premiär den 31 december 1841 på Stadttheater i Leipzig. Trots att operan togs emot väl av publiken; vilken gladdes åt satiren över adeln, polisen och dent rika borgerskapet; var detta också anledningen till att vidare föreställningar av operan stoppades. Även Lortzing föll stundom i onåd. Då endast ett fåtal teatrar satte upp operan på sin repertoar trots det goda premiärmottagandet föll operan mer och mer i glömska. Idag spelas operan mestadels vid olika Lortzing-jubileer. År 2010 sattes operan upp på Stadttheater Klagenfurt liksom i Neuzelle, Beeskow och Frankfurt an der Oder.

## Personer
- Johann Jacob Casanova de Seingalt, Officer (Tenor)
- Busoni, Kommendant på Forts St. André (Bass)
- Rosaura, hans brorsdotter  (Sopran)
- Gambetto, en rik man från Venedig (Bas)
- Rocco, fångvaktare på fortet (Bas)
- Bettina, hans dotter  (Sopran)
- Peppo, fångvaktare, Bettinas brudgum (Tenor)
- Fabio, en krögare (Talroll)

## Handling
Officeren Johann Jacob Casanova de Seingalt skapar förvirring bland befolkningen på ön Murano då han ställer upp på en duell. Uppträdandet hos denne attraktive man och hjärtekrossare skapar oro bland den kvinnliga befolkningen, särskilt hos fångvaktare Roccos vackra dotter Bettina. I fortsättningen uppstår diverse förvecklingar, missförstånd och arresteringar. Casanova intresserar sig även för en maskerad dam, som visar sig vara kommendantens brorsdotter Rosaura. Då hon ämnar gifta sig med den rike Gambetto överväger Casanova att fly för att vara henne nära. 

## Weblänkar
- Partitur, Mskr.
- Klavierauszug
- Libretto der Oper, Breitkopf und Härtel. 1842
- Libretto der Oper, o.V.u.J.
- Libretto der Oper, o.V.u.J
- Abb. des Theaterzettels der Uraufführung